# Djept
Djept is een voormalige buurtschap in de Nederlandse gemeente Veldhoven, gesitueerd ten noorden van het kerkdorp Zeelst.
Tot aan de gemeentelijke herindeling van 1921 lag deze buurtschap in de voormalige gemeente Zeelst.
Djept werd oorspronkelijk geschreven als Duypt. In 1394 werd deze naam al genoemd. De naam refereert aan diepte. In 1435 wordt een hoeve bij Djept vermeld, genaamd het Horenvenne.
Tegen het einde van de negentiende eeuw telde de buurtschap 43 huizen. Tijdens de Tweede Wereldoorlog werden de boerderijen in het noorden van Djept door de Duitsers afgebroken om plaats te maken voor een militair vliegveld. In 1950 werd besloten de straat Djept over een lengte van 1600 meter te verharden. Door de aanleg van de doorgaande weg de Heerbaan in de jaren 70 van de twintigste eeuw werd Djept in twee delen gesplitst. Het zuidelijke deel werd omgedoopt tot Djept-Zuid en als straat opgenomen in de woonwijk Zeelst. Het noordelijke deel bleef de straatnaam Djept behouden. 
In 1992 werd ten oosten van deze straat de woonwijk De Polders gebouwd. Bij de herinrichting van de noordrand van Veldhoven aan het begin van de eenentwintigste eeuw werd het noordelijke gedeelte van Djept omgedoopt tot Sint Jorisstraat. Sindsdien is de straat Djept beperkt tot de westelijke rand van de woonwijk De Polders.

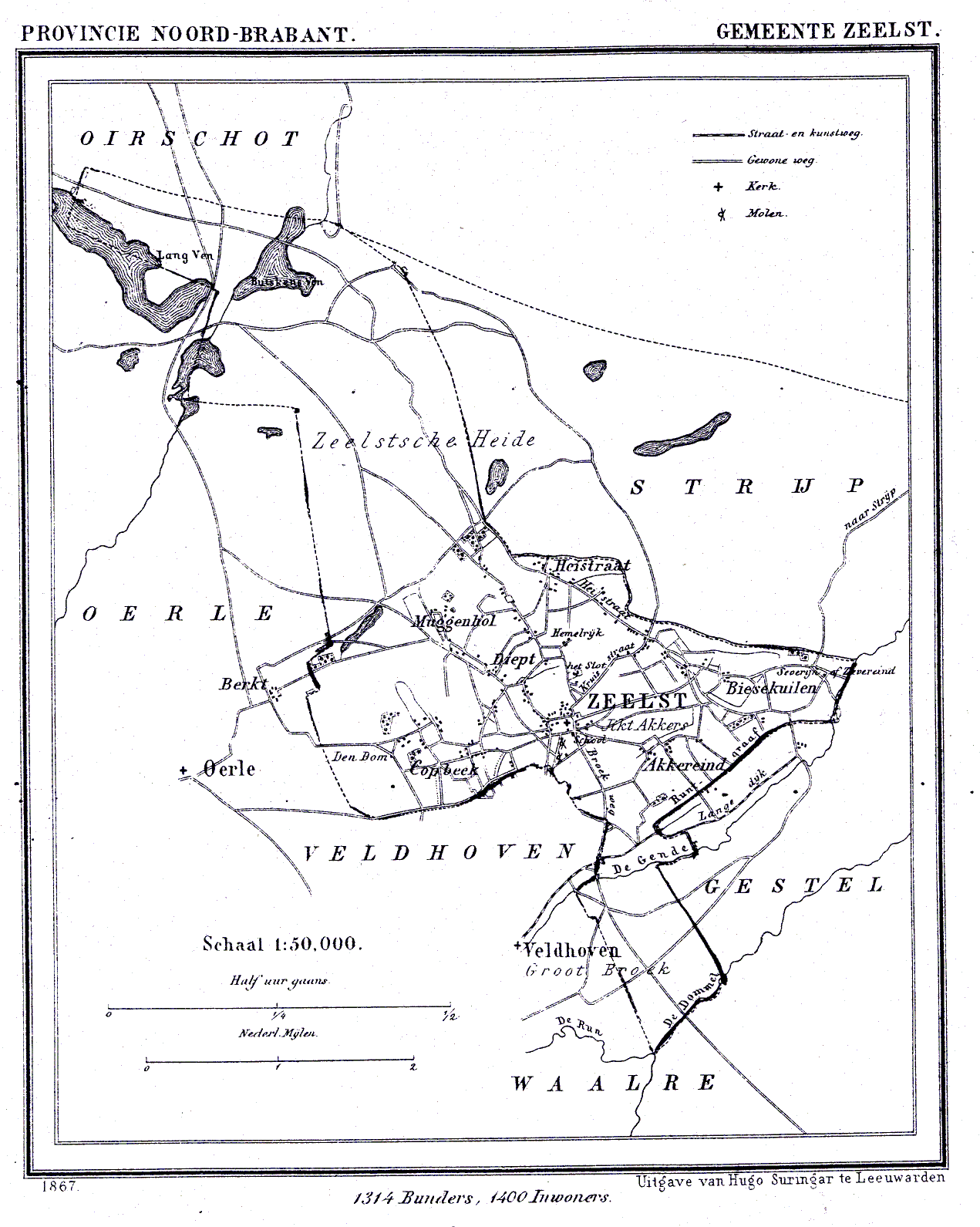
Kaart van de gemeente Zeelst uit 1867, met in het midden de oude buurtschap Djept.

Hoofdplaats: Veldhoven

Buurtschappen: Berkt · Halfmijl · Heers · Hoogeind · Scherpenering · Schoot · Toterfout · Vliet · Zandoerle · Zittard

Voormalige gemeenten: Oerle · Veldhoven en Meerveldhoven · Zeelst

Noord-Brabant: Steden en dorpen      Nederland: Provincies · Gemeenten